# Distretto di Tomašpil'
Il distretto di Tomašpil' (in ucraino Томашпільський район?) era un distretto dell'Ucraina, situato nell'oblast' di Vinnycja. Il suo capoluogo era Tomašpil'. È stato soppresso con la riforma amministrativa del 2020.